# Shiashkotan
Shiashkotán (en ruso, Шиашкотан, y en japonés, シアシコタン Shasukotan) es una isla rusa en el archipiélago de las Kuriles. Tiene una superficie de 122 km². Pertenece al grupo de las Kuriles septentrionales. 

## Geografía

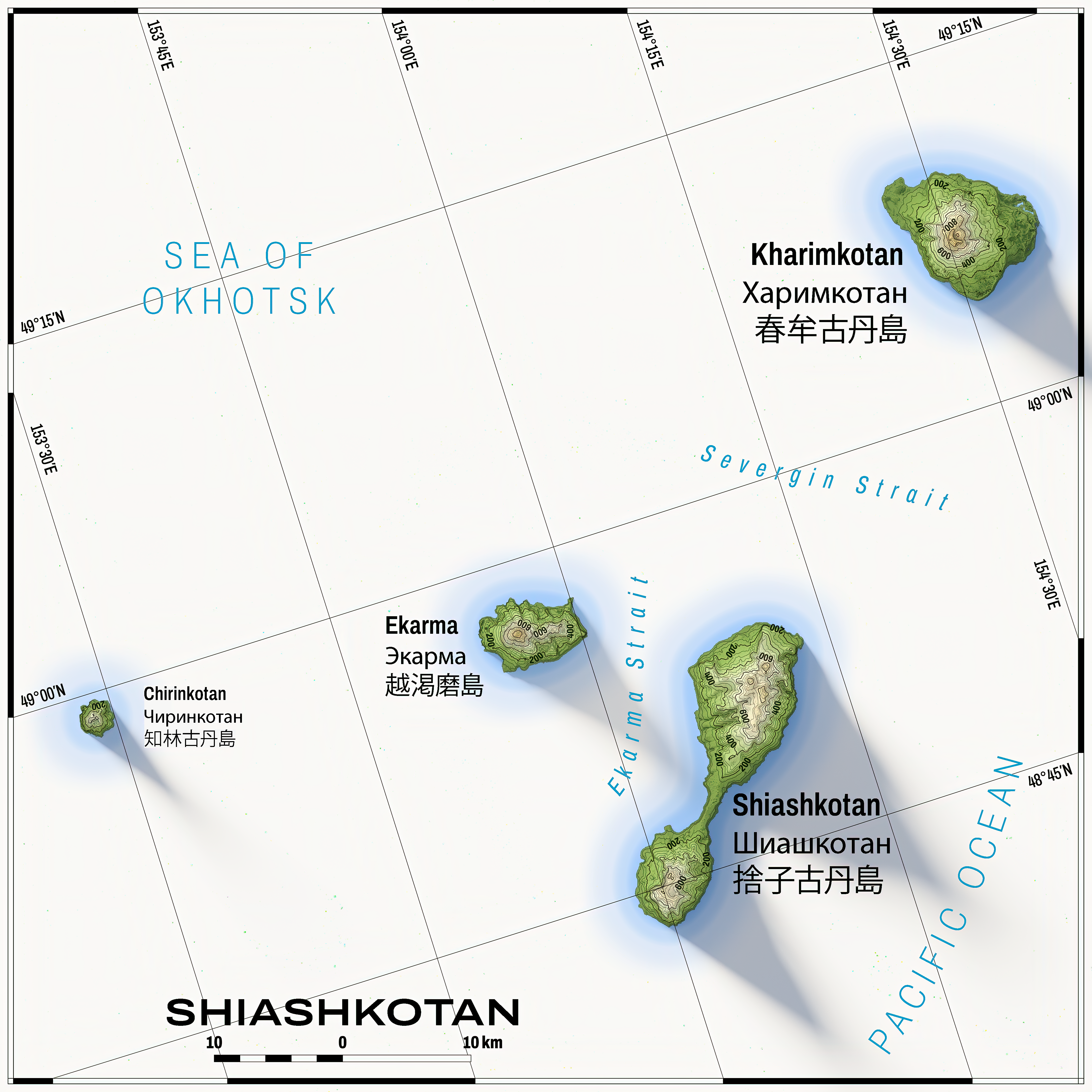
Mapa de Shiashkotán

La isla de Shiashkotán se encuentra entre las coordenadas geográficas siguientes:
- latitud: 48°43' y 48°54' N,
- longitud: 153°59' y 154°13' E,
- máxima altitud: 934 m s. n. m.

Al noreste se encuentra la isla Jarimkotán, separada por el estrecho de Severguín, y al noroeste la isla Ekarma. El estrecho de Kruzenstern separa la isla del grupo de las Kuriles centrales.
Administrativamente es controlada por el óblast de Sajalín.
- Datos: Q1138833
- Multimedia: Shiashkotan / Q1138833